# Ichthyodes centurio
Ichthyodes centurio là một loài bọ cánh cứng trong họ Cerambycidae.